# Live on Brighton Beach
Live on Brighton Beach es un álbum en vivo de Fatboy Slim, es el primero en grabarse en directo desde la playa de Brighton, localizada en Inglaterra. Su lanzamiento original fue el 25 de junio de 2002.
El álbum incluye títulos mezclados de artistas como Underworld, Basement Jaxx y Black and White Brothers.

## Canciones
1. Underworld - Born slippy.NUXX
2. Fatboy Slim - Right here, right now
3. Kid Creme - Austin's groove
4. Scanty - Southern thing
5. Fatboy Slim - You're not from Brighton
6. Minimal Funk - The groovy thang
7. Fatboy Slim - Fucking in heaven
8. Santos - Pray
9. The Clumps - The talk
10. Basement Jaxx - Where's your head at?
11. Jark Prongo - Rocket bass
12. Love Tattoo - Drop some drums (original version)
13. Fatboy Slim - Soul surfing
14. Black & White Brothers - Put your hands up
15. Fatboy Slim - Song for shelter
16. Santos - 3, 2, 1, fire!
17. Fatboy Slim - Star 69
18. Raven Maize - The real life (Fatboy Slim remix)
19. Fatboy Slim - Sunset (bird of prey)
20. Leftfield - Phat planet (versión álbum)
21. Roland Clark - Speak lord (I get deep)